# Caméra Biographe
Pour les articles homonymes, voir Biographe et Bioscope.

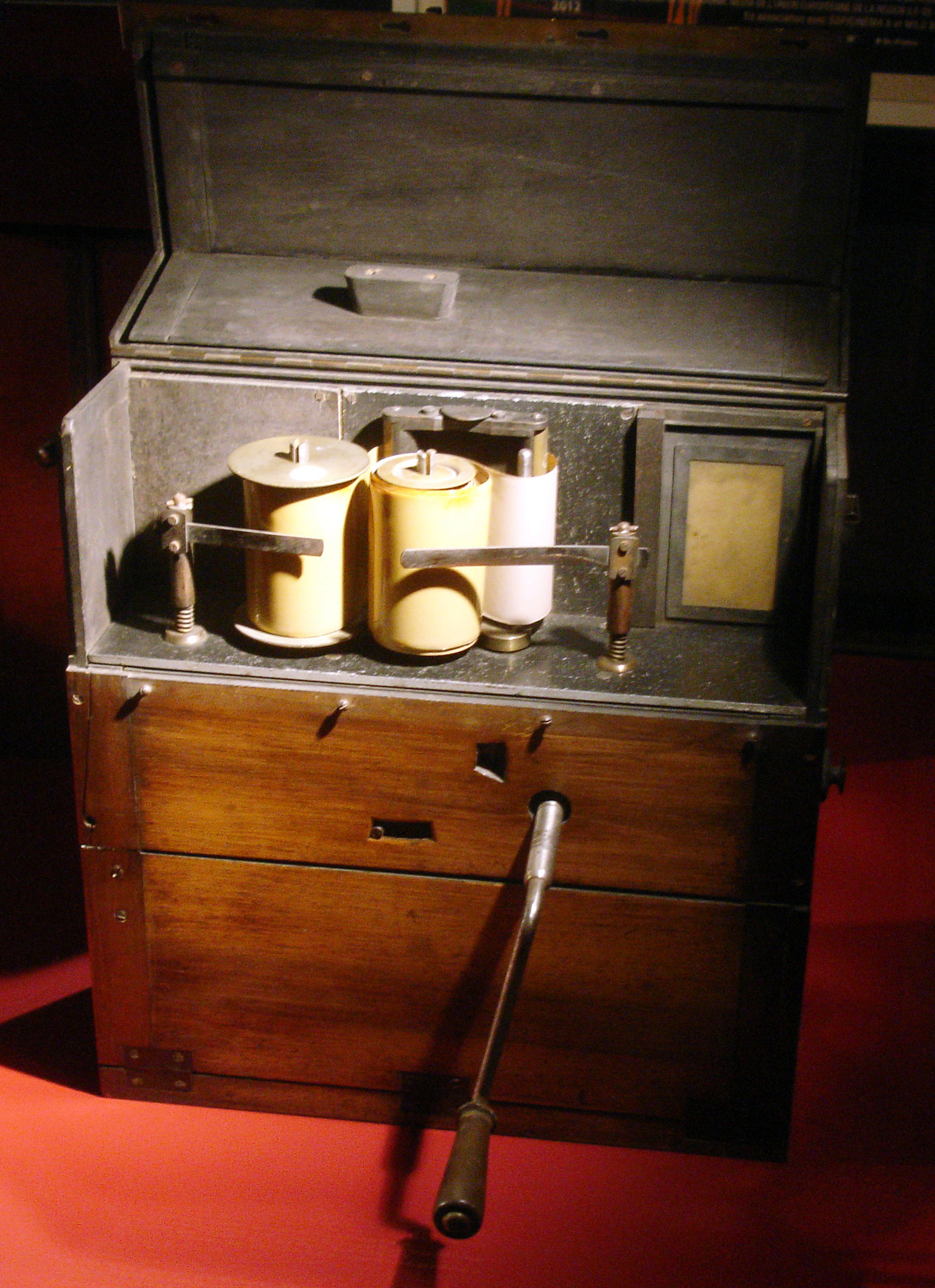
Biographe à pellicule de 58 mm, inventée par Georges Demenÿ, magasin ouvert : on voit le film dans ses 2 petites bobines, qui passe devant la fenêtre de prise de vues (l'objectif est de l'autre côté). On aperçoit à droite de la fenêtre l'extrémité du "doigt" de la came battante qui déplace la pellicule d'un pas à l'autre.

Le biographe de Georges Demenÿ (1895) est une caméra de prise de vues animées qui fonctionne à la manière des appareils de la chronophotographie d'Étienne-Jules Marey, auprès de qui Demenÿ a travaillé durant quelques années. Cet appareil permet de prendre une rafale de photographies sur un ruban de nitrate de cellulose (celluloïd), inventé en 1887 par l'Américain John Carbutt, et commercialisé dès 1888 par l'industriel George Eastman (Kodak) sous la forme de feuilles et d'un ruban transparents et souples de 70 mm de large.
Un bioscope permet de projeter les images enregistrées par le biographe.

## Description
Les biographes utilisent un ruban de 58 mm de large enduit d'une solution photosensible. Cette pellicule est sans perforations et entraînée par un système intermittent à came battante, sorte de doigt métallique déplaçant par contact la pellicule dans le couloir du film. Les photogrammes chronophotographiques impressionnés par la caméra biographe sont alors découpés puis collés en couronne sur le périmètre d'un disque de verre de 42 cm de diamètre. Ce disque tournant est ensuite placé dans le bioscope, puis actionné avec une manivelle, dans le faisceau d'un projecteur de lanterne magique. Ces deux appareils seront ensuite combinés dans le photophone de Demenÿ. Le bioscope de projection est fortement inspiré du Zoopraxiscope d'Eadweard Muybridge, mais qui utilise plutôt des disques peints (1880). Malgré un plus important nombre de photogrammes que n'en comporte un jouet optique, avec en conséquence une durée de spectacle plus grande, le bioscope est prisonnier de son cycle très court non évolutif (moins de 10 secondes). 
Lorsque Demenÿ quitte le laboratoire d'Étienne-Jules Marey en 1894 et met au point ses propres appareils, il nomme sa première caméra biographe qui vient en complément de sa visionneuse projectionneuse alors dénommée phonoscope inventée en 1891 et brevetée en 1892, car ses essais, réalisés dans le cadre de la "Station physiologique" ouverte par Marey en 1882 au Bois de Boulogne, avaient été justifiés auprès de son supérieur par une étude des mouvements labiaux provoqués par la parole (en grec ancien, phono signifie la voix, le son, et skopein, observer). 
En 1895, les frères Max et Emil Skladanowsky présentent publiquement des images photographiques animées au Wintergarten (Berlin) grâce à leur Caméra Biographe dès le 1er novembre, trois ans après la première projection sur grand écran d'Émile Reynaud, mais plus d'un mois avant la première démonstration publique des frères Lumière (les précédentes ayant eu lieu dans un cadre privé). Wim Wenders leur a consacré le film Les Lumière de Berlin (Die Gebrüder Skladanowsky), sorti en 1995.
Léon Gaumont, un temps intéressé par ses inventions, rebaptise le phonoscope en bioscope (du grec ancien bios, la vie), lorsqu'il en fait l'acquisition en 1895 après la faillite de Demenÿ, lequel a toutefois réalisé une centaine de films avec le biographe, dont une dizaine, sur bandes de 15 m, est conservée au Musée des Arts et Métiers. Le biographe, et surtout le bioscope, sont totalement dépassés, dès leur apparition sur le marché, déjà par le couple kinétographe-kinétoscope de Thomas Edison et William Kennedy Laurie Dickson, mais surtout par le cinématographe de Louis Lumière en 1895, ainsi que par d'autres appareils plus aboutis qui sortent en cascade en 1896-1897. En conséquence, sa commercialisation par Gaumont est un échec.
« Il ne manque à cet appareil que la perforation de la pellicule qui constitue la seule particularité inventée par M. Edison et qui permet de réaliser un repérage parfait. » La pellicule de 58 mm de large du biographe est enfin munie de perforations (comme le 35 mm d'Edison) et entraînée par des débiteurs dentés, tout en gardant son système de came battante. Alice Guy, la première réalisatrice de films de l'histoire, enregistre ses premiers films avec ce matériel. 
Gaumont adopte ensuite le "format américain" (le 35 mm d'Edison) et abandonne les machines de Demenÿ pour faire étudier une caméra maison, la Gaumont Chrono Négatif, qui n'en est pas moins la presque copie de la caméra anglaise Prestwich modèle 4 (« Copie de la caméra anglaise Prestwich que Gaumont utilisait dans ses studios jusqu'en 1912. »).